# Beseech
Beseech (engl. anflehen, beschwören) ist eine 1992 in Borås (bei Göteborg) gegründete schwedische Dark-Rock-Band.

## Geschichte
Noch im Jahr der Gründung veröffentlichte Beseech ihre erste Demo. Sie spielte damals Death Doom mit Einsatz von klassischen Instrumenten und weiblichem Gesang, was sie anfänglich in die Nähe des Gothic Metal brachte.
Ihren ersten Plattenvertrag unterschrieb die Band 1995 bei We Bite / Corrosion Records und spielte das Album …From A Bleeding Heart ein, das aufgrund finanzieller Probleme der Plattenfirma vorläufig nicht veröffentlicht wurde. Dies gelang erst zwei Jahre später, als Beseech sich von ihrem alten Label trennten und bei Metal Blade Records unterschrieb, die das Album dann 1998 doch noch auf den Markt brachten. Doch innerhalb der zwei Jahre hatte Beseech schon wieder viele neue Ideen und Songs gesammelt, wodurch man sich kaum auf die Promo-Tour für das alte Album konzentrierte, das doch schon eine Weile zurücklag.
Kurz darauf trennte sich die Band auch schon wieder von Metal Blade Records und unterschrieb nach Verhandlungen mit mehreren Labels bei Pavement Music. Das neue Material orientierte sich verstärkt am Dark Rock, welcher von da an die musikalische Ausrichtung der Band prägte. Zu dieser Zeit fand Beseech mit Lotta Höglin eine feste Sängerin.
Im Sommer 2000 erschien dann das Album Black Emotions, das viele gute Kritiken erhielt. Kurz nach einer Tour mit Theatre of Tragedy und Lacuna Coil verließ jedoch der damalige Sänger Jörgen Sjöberg die Band. Ersatz fand man in Erik Molarin, der der Musik durch seinen sehr tiefen Gesang neue Facetten gab. Durch finanzielle Probleme des Labels, wurde das Album Black Emotions kaum promoted. 2001 verließ Beseech, ebenso wie einige andere Bands, das Label.
Mit einem neu eingespielten Demo bekam die Band dann einen Vertrag bei Napalm Records und veröffentlichte mit Souls Highway 2002 ihr drittes Album. Das Album erhielt gute Kritiken in der ganzen Welt und zum Song Between The Lines wurde ein Videoclip gedreht. 2004 wurde das Album Drama veröffentlicht, das den Erfolg von Souls Highway übertraf. Die Musik auf Drama galt als weitaus härter und komplexer. 2005 folgte das fünfte Album, Sunless Days, das die musikalische Entwicklung des Vorgängers Drama weiter fortsetzte. Zum Song Innerlane wurde ein computeranimiertes Video produziert.
Am 19. Oktober 2006 gab die Band auf ihrer Internetseite ihre Auflösung bekannt. Als Grund wurden persönliche Differenzen und verschiedene Ansichten über die musikalische Zukunft der Band angegeben. Ein Abschiedskonzert fand am 15. Dezember 2006 im schwedischen Boras statt. Im Jahr 2007 erschien die Doppel-DVD The Drama Ends mit Live-Aufnahmen und Studioreports. Ein Teil der letzten Bandbesetzung gründete die Band The Mary Major.
Am 6. November 2015 gaben Beseech offiziell ihr Comeback bekannt, wobei die Band von den Gitarristen Robert Vintervind und Manne Engström sowie dem Sänger Klas Bohlin mit einem neuen Line-up reformiert wurde. Die Band unterschrieb einen Vertrag mit Despotz Records und noch am selben Tag wurde die Single Beating Pulse veröffentlicht.
Im März 2016 erschien mit My Darkness, Darkness das sechste Album der Band.

## Diskografie
- 1993: A Lesser Kind of Evil (Demo)
- 1994: Last Chapter (Demo)
- 1995: Tears (Demo)
- 1998: …From A Bleeding Heart (LP)
- 2000: Black Emotions (LP)
- 2001: Beyond The Skies (Demo)
- 2002: Souls Highway (LP)
- 2004: Drama (LP)
- 2005: Sunless Days (LP)
- 2007: The Drama Ends (DVD)
- 2015: Beating Pulse (Single)
- 2016: My Darkness, Darkness (Album)